# 愛知県道474号三河高浜停車場線
愛知県道474号三河高浜停車場線（あいちけんどう474ごう みかわたかはまていしゃじょうせん）は、愛知県高浜市内を走る一般県道である。

## 概要

### 路線データ
- 起点:三河高浜停車場
- 終点:愛知県高浜市春日町5丁目
- 全長：約160m

## 沿革
- 1966年8月1日 認定

## 接続する道路
- 愛知県道50号名古屋碧南線（三河高浜駅西交差点）

## 周辺
- 名鉄三河線 三河高浜駅